# Hrútatindur
Hrútatindur är en bergstopp i republiken Island. Den ligger i regionen Austurland, 400 km öster om huvudstaden Reykjavík. Toppen på Hrútatindur är 625 meter över havet.
Närmaste större samhälle är Neskaupstaður, nära Hrútatindur. Trakten runt Hrútatindur består i huvudsak av gräsmarker.